# Anticheta nigra
Anticheta nigra – gatunek muchówki z rodziny smętkowatych.
Muchówka o ciele długości 3 mm, prawie całkiem czarnym. Głowa jej odznacza się rudobrązowym czołem z błyszcząco czarną linią pośrodku oraz błyszcząco czarnymi płytkami orbitalnymi i potylicą. Czułki są czarne z bardzo krótko owłosioną aristą. W chetotaksji charakterystyczna jest obecność 2 par szczecinek orbitalnych. Białe opylenie występuje na bokach błyszcząco czarnego tułowia. Brązowo przydymione skrzydła mają 3 mm długości. czarne odnóża mają żółtawe nasadowe człony stóp środkowej i tylnej pary.
Owad znany z Niemiec, Polski, Finlandii i północnoeuropejskiej części Rosji.